# Óscar Gacitúa
Óscar Gacitúa González (n. Santiago de Chile, 2 de junio de 1953) es un pintor chileno.

## Biografía
Hijo del pianista chileno Óscar Gacitua Weston. Entre 1971 y 1972 estudió en la Escuela de Arte de la Pontificia Universidad Católica de Valparaíso. Entre 1973 y 1976 estudió arquitectura en la Escuela de Arquitectura de la misma universidad. Después trabajó en el taller de pianos Casa Mrksa.
Desde 1980 ha expuesto con regularidad su obra pictórica en galerías y museos en Chile y en otros países. Su trabajo se encuentra en las colecciones permanentes de los principales museos nacionales.

## Obras
- Museo de Arte de São Paulo Assis Chateaubriand (Brasil).
- Museo de Arte Contemporáneo, en Montevideo (Uruguay).
- Museo Ralli, en Santiago.
- Museo de Arte Moderno de Chiloé (Chile).
- Museo de Artes Visuales, en Santiago.
- Colección Chase Manhattan Bank, en Nueva York (Estados Unidos).

## Exposiciones individuales
- 1980: Galería Época, Santiago
- 1982: Museo de Arte Assis Chateaubriand, en São Paulo (Brasil).
- 1982: Galería del Cerro, Santiago
- 1983: Galería de La Plaza, Santiago
- 1983: Cabaret Lord Jim, Hotel Galerías Nacionales, Santiago,
- 1983: Galería Época, Santiago
- 1984: Galería La Granola, en Viña del Mar (Chile).
- 1985: Galería Universitaria, en Concepción (Chile).
- 1985: Gacitúa, Instituto Cultural de Las Condes, en Santiago
- 1985: Sala Universidad de Concepción, en Concepción (Chile).
- 1985: Instituto Cultural de Las Condes, en Santiago.
- 1986: Galería La Fachada, en Santiago.
- 1986: La Polar-Oid, Galería Plástica 3, en Santiago.
- 1989: Instituto Chileno-Norteamericano, en Concepción (Chile).
- 1990: Galería de Arte Actual, en Santiago.
- 1995: Un Volcán de Pasiones, Sala Telefónica del Sur, Puerto Montt y Sala Viña del Mar, en Viña del Mar (Chile).
- 2007: Agua Destilada, Galería Cecilia Palma, en Santiago.

## Exposiciones colectivas

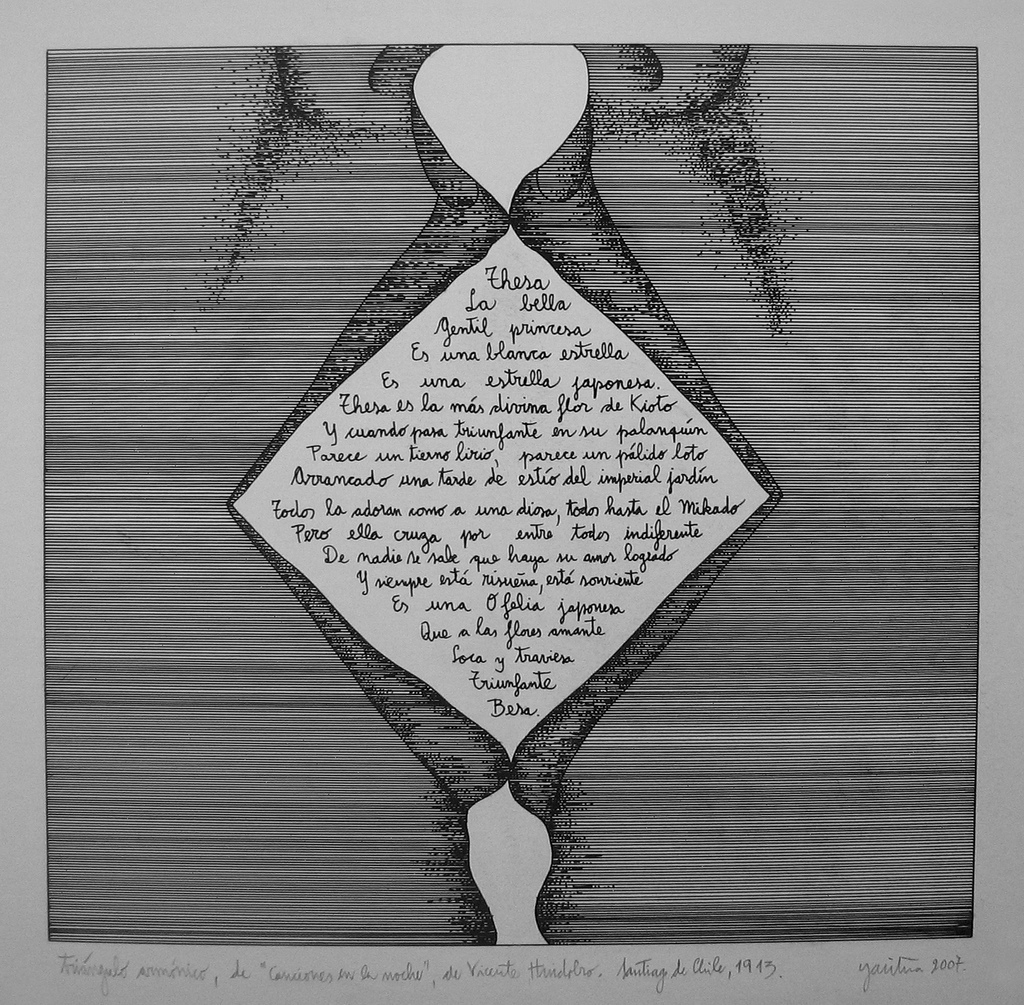
Pintura Triángulo armónico (2007) de Óscar Gacitúa, basado en Canciones en la noche (1913), del poeta Vicente Huidobro (1803-1948).

- 1977: III Bienal Internacional de Arte de Valparaíso, Museo Municipal de Bellas Artes, Valparaíso (Chile).
- 1979: Primer Encuentro de Arte Joven, Instituto Cultural de Las Condes, Santiago.
- 1979: Tercer Concurso Colocadora Nacional de Valores, Museo Nacional de Bellas Artes, Santiago.
- 1980: II Encuentro de Arte Joven, Instituto Cultural de Las Condes, Santiago.
- 1981: II Bienal de Arte Universitario, Universidad Católica, Museo Nacional de Bellas Artes, Santiago.
- 1981: Tercer Encuentro de Arte Joven, Instituto Cultural de Las Condes, Santiago.
- 1982: Certamen Nacional de Artes Plásticas, Museo de Arte Contemporáneo, Universidad de Chile, Santiago.
- 1982: Exposición de G. Arestizábal y O. Gacitúa, Universidad Técnica Federico Santa María, Valparaíso (Chile).
- 1982: Dibujos y pinturas de Germán Arestizábal, Oscar Gacitúa, Sala de Exposiciones Amigos del Arte, Santiago.
- 1983: Chile - Chile, Cayman Gallery, en Nueva York (Estados Unidos).
- 1983: Chistes de Nicanor Parra, Galería Época, Santiago.
- 1983: Nos duele, Tideh.
- 1983: Seis Dedos para una Mano, Galería de la Plaza, Santiago.
- 1983: Ahora Chile, Galería Bucci, Santiago.
- 1983: Artes Industrias de la Supervivencia, Galería Época, Santiago.
- 1983: Primera Bienal de Grabado en Uruguay, Museo de Arte Contemporáneo, Montevideo (Uruguay).
- 1983: 50 Años de Plástica en Chile, Instituto Cultural de Las Condes, Santiago.
- 1984: Autorretrato, Galería Sur, Santiago.
- 1984: Gacitúa, González, Galería Plástica 3, Santiago.
- 1984: Sueños de Gloria, Galería Plástica 3, Santiago.
- 1985: FestivaL Bellavista, Santiago.
- 1985: Gráfica Xerox, Instituto Cultural de Las Condes, Santiago.
- 1985: Galería Universitaria, en Talca (Chile).
- 1985: Seis Artistas Chilenos, Galería 3 Piso, en La Paz (Bolivia).
- 1986: Casa Matucana, El 19, Santiago.
- 1990: Museo de Arte Moderno, Castro, en Chiloé (Chile).
- 1991: Cuerpos Pintados, Museo Nacional de Bellas Artes, Santiago.
- 1992: Exposición Colectiva, Sala de la Parroquia de Frutillar, en la X Región (Chile).
- 1992: Cama, Galería Plástica Nueva San Francisco, Santiago.
- 1993: Marina Dalla - Venezia y Oscar Gacitúa, Galería Plástica Nueva San Francisco, Santiago.
- 1994: Chile Artes Visuales Hoy, Colección Museo Chileno de Arte Moderno, Salas Nacionales de Cultura Embajada de Chile, Buenos Aires (Argentina).
- 1995: Primer Salón Nacional del Arte de la Acuarela Ricardo Anwanter V.S.S., Centro Cultural Austral, Valdivia (Chile).
- 1996: VI Concurso Nacional de Pintura El Color del Sur, Municipalidad de Puerto Varas (Chile).
- 1996: Muestra Colectiva del Museo Chileno de Arte Moderno, ILLA (Instituto Ítalo-latinoamericano), en Roma (Italia).
- 1997: Dibujos de Germán Arestizábal y Oscar Gacitúa, Galería ArteEspacio, Santiago.
- 1997: Pintura, Grabado y Escultura, Galería de Arte Bosque Nativo (en Puerto Montt), en el Centro Cultural El Austral (en Valdivia) y en el Centro de Convenciones de Puerto Varas (Chile).

## Premios
- 1982 Beca Amigos del Arte, Santiago.
- 1983 Premio del Instituto Cultural Domecq de México, Primera Bienal Iberoamericana del Grabado, Montevideo (Uruguay).
- 1995 Premio al Mejor Valor de la Décima Región en el Primer Salón Nacional de Acuarela, Valdivia (Chile).